# Brookesia ebenaui
Brookesia ebenaui (Boettger, 1880) è un piccolo sauro della famiglia Chamaeleonidae, endemico del Madagascar.

## Biologia
Al pari delle altre specie di Brookesia ha abitudini diurne e vive nella lettiera delle foreste.

## Distribuzione e habitat
La specie è presente in numerose località del Madagascar settentrionale, compresa l'isola di Nosy Be.
Vive sia nella foresta pluviale che nella foresta decidua secca, dal livello del mare sino a 800 m di altitudine.

## Conservazione
La IUCN Red List classifica B. ebenaui come specie vulnerabile.
La specie è inserita nella Appendice II della Convention on International Trade of Endangered Species (CITES).
È presente in diverse aree protette tra cui il parco nazionale della Montagna d'Ambra, la riserva speciale di Manongarivo e la riserva naturale integrale di Lokobe.